# Höheres Kommando z.b.V. LXXI
Het Duitse Höheres Kommando z.b.V. LXXI (Nederlands: Hoger Korps Commando voor speciale inzet 71) was een soort Duits legerkorps van de Wehrmacht tijdens de Tweede Wereldoorlog. Het H.Kdo. was alleen in actie in Noord-Noorwegen. 

## Krijgsgeschiedenis

### Oprichting
Het Höheres Kommando z.b.V. LXXI werd opgericht op 1 maart 1942 in Noord-Noorwegen uit de Abschnittstab Nord-Norwegen.

### Inzet
Het H.Kdo. was verantwoordelijk voor het gebied Alta – Tromsø – Narvik en bleef dat gedurende zijn bestaan.
Op 10 maart 1942 beschikte het H.Kdo. over de 199e en 702e Infanteriedivisies. Op 24 juni 1942 waren het de 199e, 230e en 270e Infanteriedivisies, en op 22 december 1942 nog steeds dezelfde divisies.
Het Höheres Kommando z.b.V. LXXI werd op 26 januari 1943 omgedoopt in 71e Legerkorps.

## Bovenliggende bevelslagen
| Leger          | Legergroep | Plaats/regio           | Begin        | Eind            |
| -------------- | ---------- | ---------------------- | ------------ | --------------- |
| Armee Norwegen | OKW        | Alta – Tromsø – Narvik | 1 maart 1942 | 26 januari 1943 |

## Commandanten

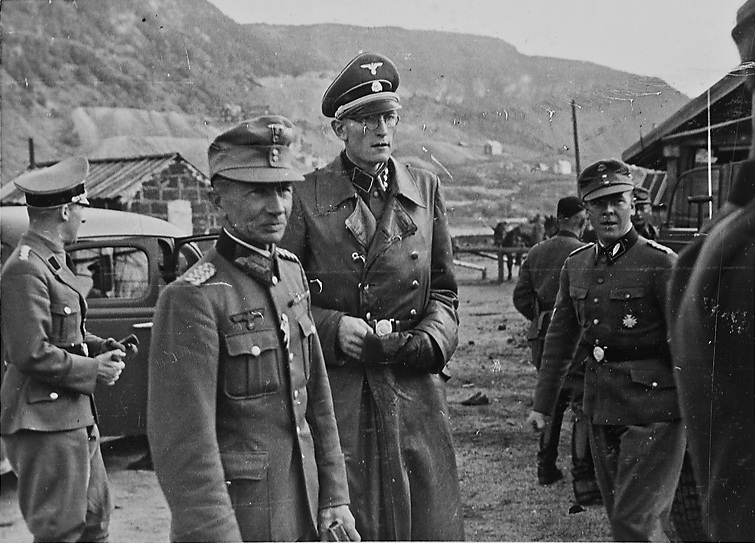
General Emmerich von Nagy, Juli 1942

| Rang                   | Naam              | Begin           | Eind            |
| ---------------------- | ----------------- | --------------- | --------------- |
| General der Infanterie | Emmerich von Nagy | 1 maart 1942    | 1 november 1942 |
| Generalleutnant        | Willi Moser       | 1 november 1942 | 26 januari 1943 |